# Velká Bystřice (nádraží)
Velká Bystřice je železniční stanice ve městě Velká Bystřice v okrese Olomouc. Leží v km 6,421 neelektrizované jednokolejné železniční trati Olomouc – Opava východ mezi stanicemi Olomouc hlavní nádraží a Hlubočky-Mariánské Údolí. V jízdním řádu pro rok 2025 ji obsluhují pravidelné osobní vlaky Českých drah na lince M5 ve směru Olomouc hl. n. nebo Hrubá voda (a Moravský Beroun). Stanicí pouze projíždějí rychlíky na lince R27, která v dvouhodinovém taktu spojuje Olomouc a Opavu (či Ostravu).

## Historie
Železniční stanice ve Velké Bystřici byla zprovozněna spolu se samotnou tratí, jejíž výstavba začala v roce 1870 a skončila o dva roky později. Otevřena byla pod původním německým názvem Groß Wisternitz. Pro nákladní dopravu se trať otevřela 1. října 1872 a osobní doprava začala o dva týdny později.
1. ledna 2008 zanikl obvod železniční stanice Velká Bystřice, do kterého náležely všechny železniční stanice a zastávky až po Domašov nad Bystřicí. Nově stanice i zastávky spadaly přímo pod stanici Olomouc hl. n. V roce 2019 ukončila SŽDC prodej jízdenek ve stanici Velká Bystřice. České dráhy se však rozhodly pokladnu zachovat.
Na období 2024–25 byla naplánována rekonstrukce stanice. Rekonstrukce by měla začít v polovině roku 2025 a má vyjít na 21 milionů korun. Proměnou má projít zejména výpravní budova, která dostane nová okna a dveře a bude zateplena. Část stavby bude zdemolována. Má dojít k instalaci tepelného čerpadla a fotovoltaických panelů. Rekonstrukce se bude týkat prostorů pro cestující i zázemí pro zaměstnance. Stanice dostane nový informační a orientační systém a veřejné WC. Plán zahrnuje také stojany na jízdní kola a další drobné úpravy okolí, včetně parkovacích míst. Plány na rekonstrukci existovaly už v roce 2018. Tehdy byl odhad realizace v letech 2018–19 a cena 5 milionů korun.

## Popis
Stanice je zařazena do Integrovaného dopravního systému Olomouckého kraje (zóna 75). Není bezbariérově přístupná. Ke stanici přísluší dvoupatrová výpravní budova, která ovšem není v příliš dobrém stavu. Ve staniční budově se nachází pokladna, kde probíhá prodej jízdenek. Cestujícím je k dispozici čekárna a venkovní parkoviště.
Velká Bystřice je vybavena staničním zabezpečovacím zařízení (SZZ) TEST B-14 se
světelnými návěstidly a kolejovými obvody, rozhodující výhybky jsou vybaveny elektromotorickými přestavníky, část výhybek je přestavovaná ručně. SZZ ovlává místně výpravčí. Jízdy vlaků v obou přilehlých traťových úsecích je zabezpečen pomocí automatických hradel AH-83 bez oddílových návěstidel. Traťové zabezpečovací zařízení směr Hlubočky-Mariánské Údolí je bez oddílových návěstidel, úsek směr Olomouc hl. n. je rozdělen na dva traťové oddíly hradlem Bystrovany.
Celkem jsou ve stanici čtyři dopravní koleje, od výpravní budovy očíslované 3, 1, 2 a 4. Dále je zde kolej 5, která se nachází nejblíže budovy a jedná se o kolej manipulační. Ve stanici jsou celkem tři úrovňová vnitřní jednostranná nástupiště. Nástupiště u koleje č. 3 má délku 181 m a nástupní hranu ve výšce 200 mm nad temenem kolejnice, nástupiště u koleje č. 1 má délku 201 m a výšku 200 mm, nástupiště u koleje č. 2 má délku 141 m a výšku 250 mm. Přístup na všechna nástupiště je úrovňovým přechodem přes koleje.
Ze stanice vycházejí dvě vlečky. Jedná se o vlečku do areálu firmy ZEMPOMARKET a.s. Bečváry, oblastní sklad Velká Bystřice o celkové délce 914 m, která se odděluje z 5. koleje. Druhou vlečkou je Ferona, a.s. vlečka Velká Bystřice, která je zapojena do koleje č. 3 na olomouckém zhlaví.

## Poloha
Stanice leží v západní části města Velká Bystřice, asi 1 km od místního zámku. Budova stojí na ulici Nádražní I, konkrétně č.p. 201.

## Galerie

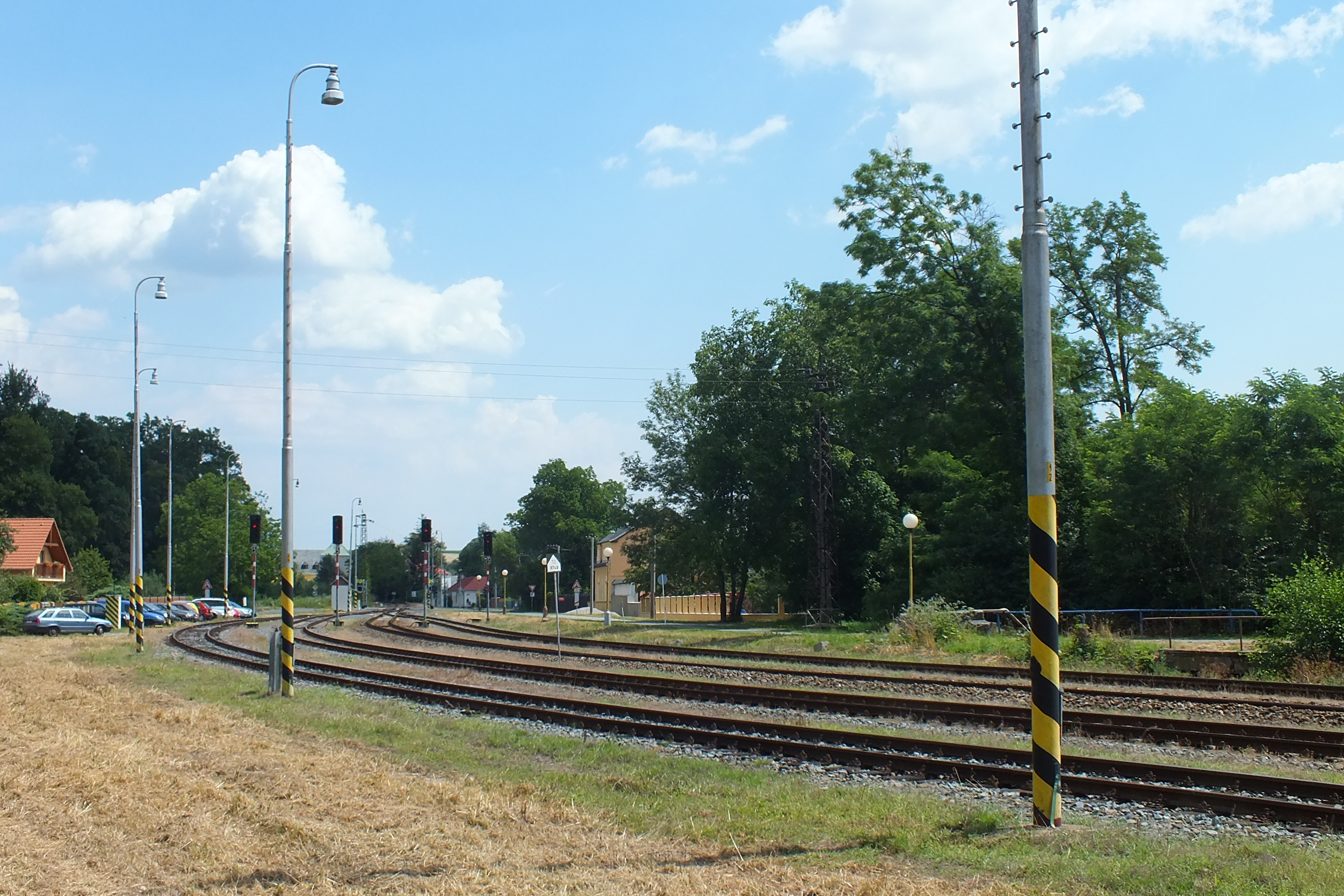
Kolejiště stanice
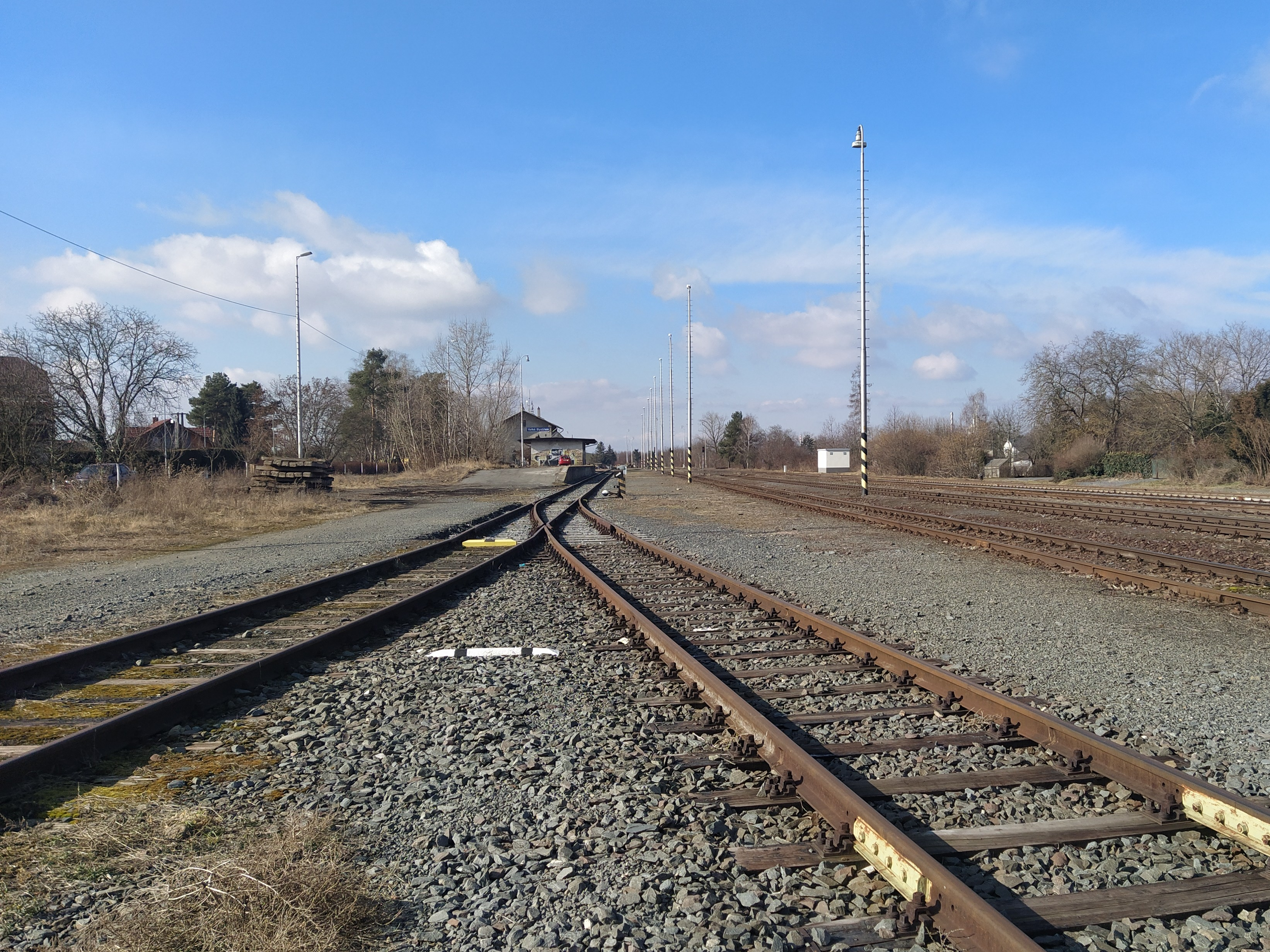
Pohled na areál stanice od východu
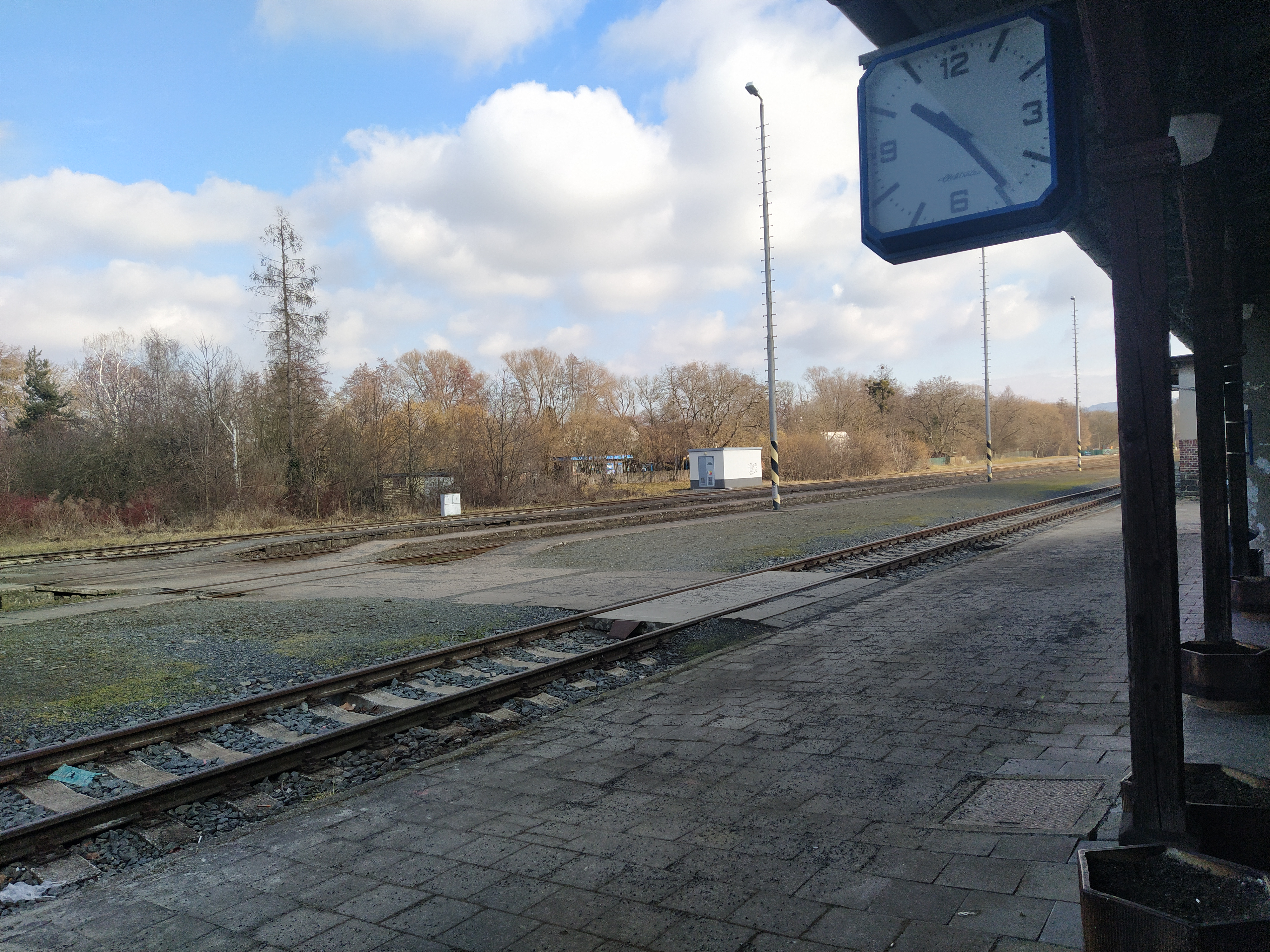
Přístup na nástupiště od výpravní budovy
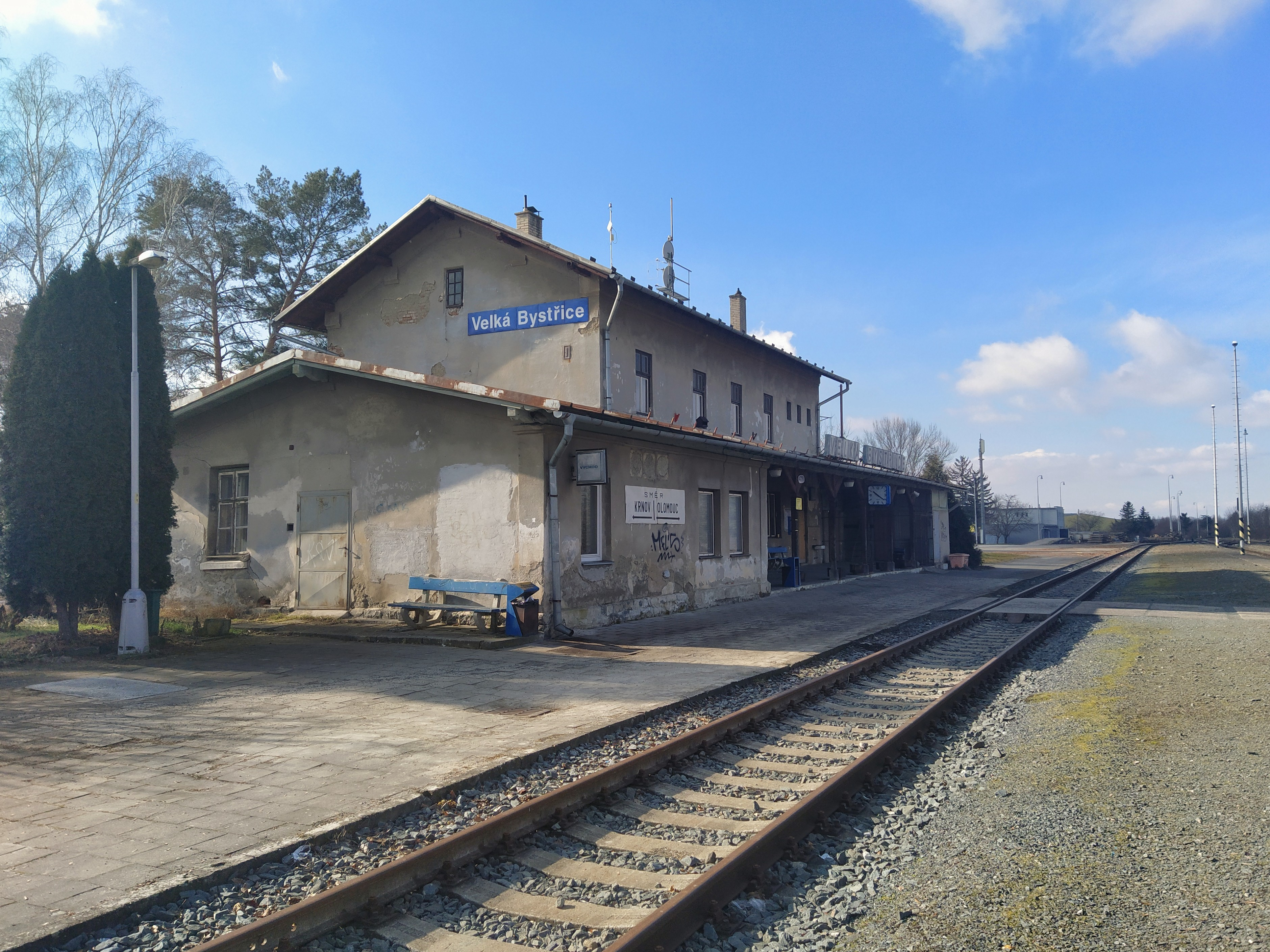
Budova z kolejiště
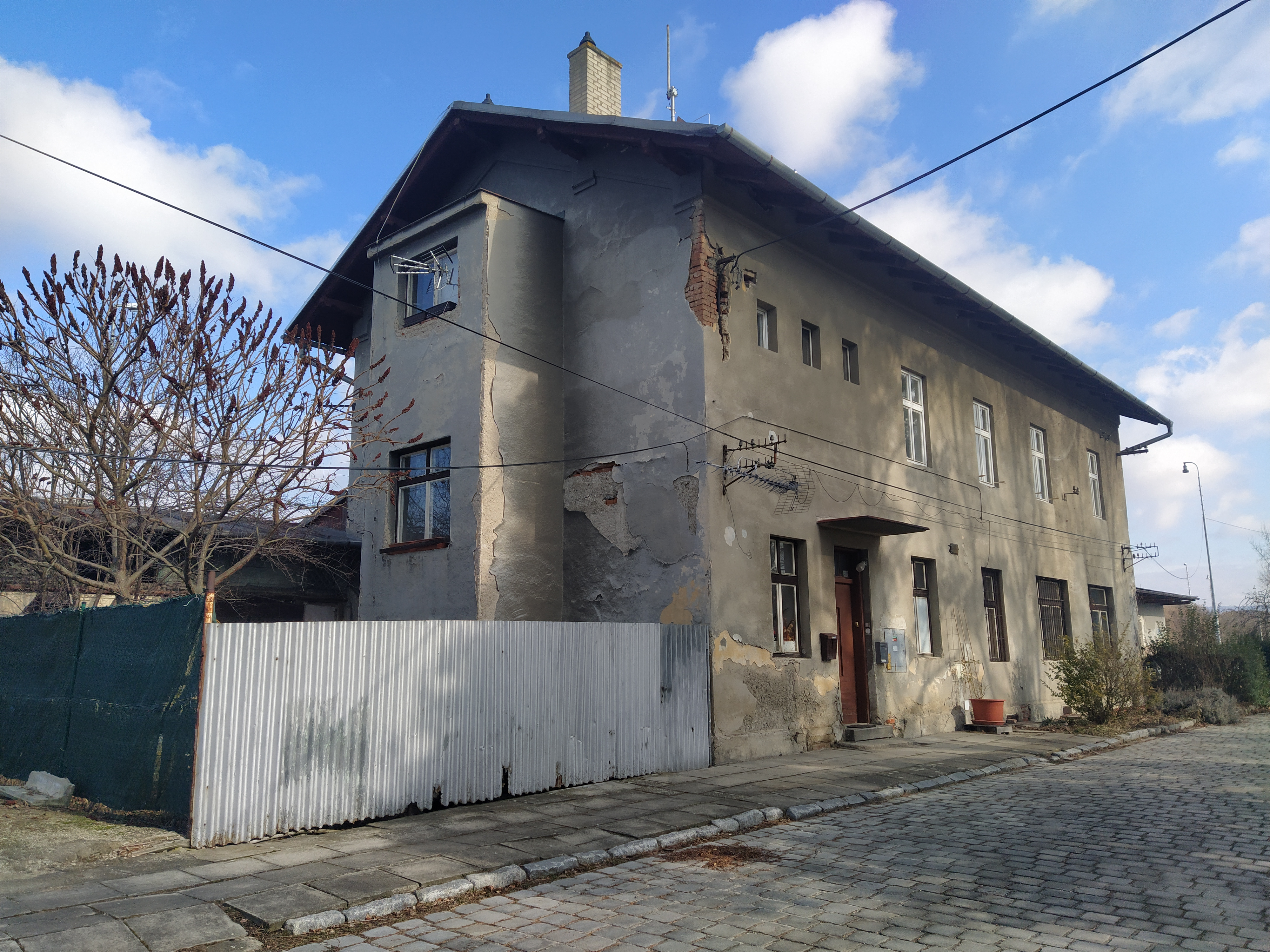
Budova stanice z ulice Nádražní I